# Oyón (província)
Oyón é uma província do Peru localizada na região de Lima. Sua capital é a cidade de Oyón.

## Distritos da província

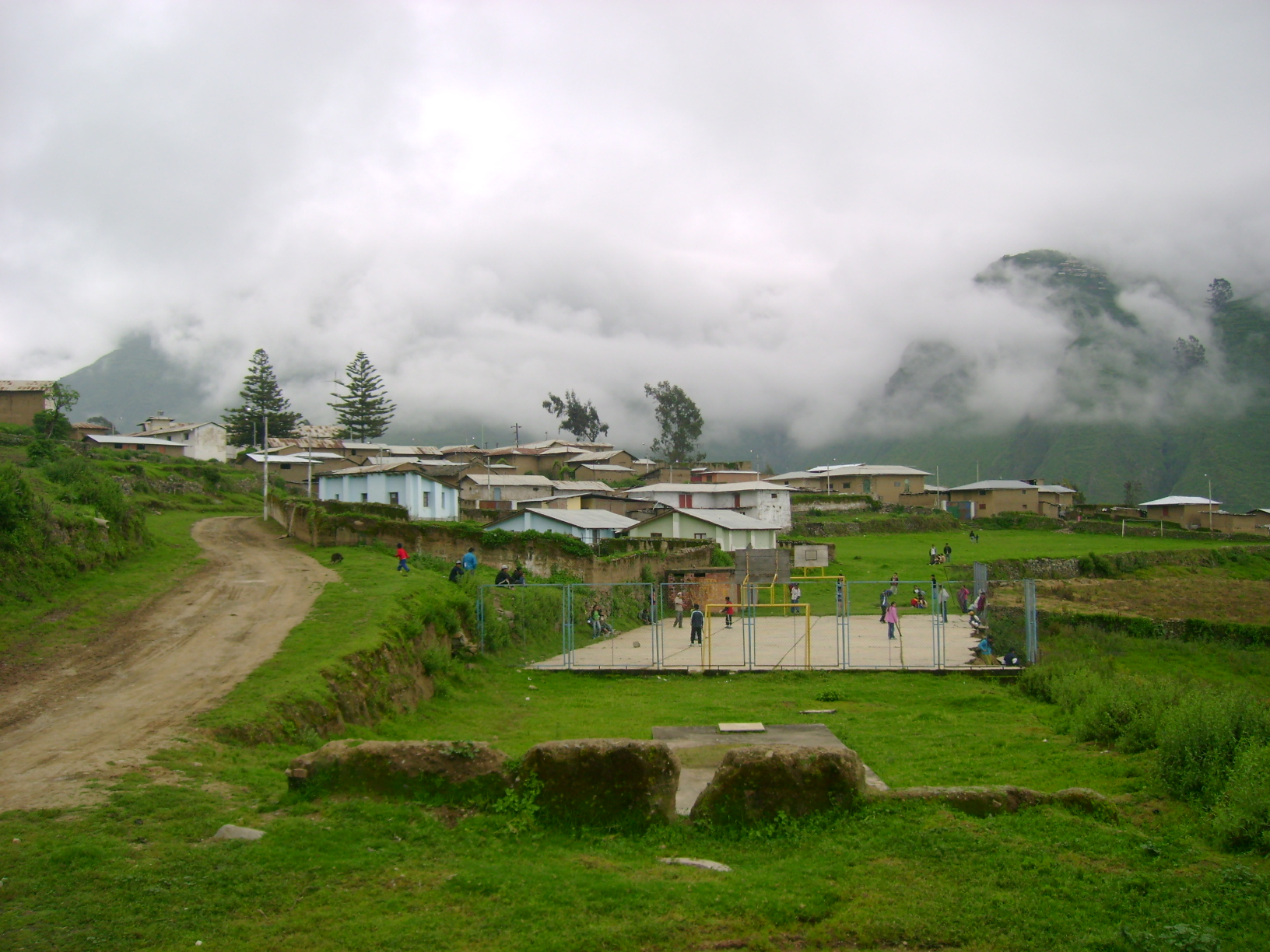
A Aldeia de Caujul na Província de Oyón.

- Andajes
- Caujul
- Cochamarca
- Navan
- Oyón
- Pachangara